# Montserrat Canela Garayoa
Montserrat Canela y Garayoa (San Guim de Freixanet, 1959) es una escritora española.
Ha publicado varias novelas juveniles y dos libros de cuentos infantiles. Además de escribir, está vinculada al mundo de los archivos. Actualmente vive en Ginebra y trabaja en el Alto Comisionado de las Naciones Unidas para los Refugiados.
Ganó el premio Joaquim Ruyra de narrativa juvenil en 1985 y el premio Hospital San Juan de Dios.

## Obra
- 1987 : Les flors salvatges
- 1998 : El cercle d'Oroboros
- 1999 : Al final de l'abisme
- 1999 : Ioshi i la pluja
- 2000 : El mineral 202
- 2000 : El laberint del sector D-delta
- 2005 : Un pastís horrorós